# Потница
Потни́ца —  раздражение кожи, развивающееся вследствие повышенного потоотделения и замедленного испарения пота. Чрезмерное потоотделение чаще всего вызвано жаркой или влажной погодой. 
Потница может появляться в любом возрасте, но наиболее распространена у детей раннего возраста

## Этиология
Чаще наблюдается у детей грудного и младшего возрастов. Развитию потницы способствует перегревание при чрезмерном укутывании ребёнка, особенно грудного возраста. У взрослых потница может появиться при инфекционных заболеваниях, сопровождающихся лихорадкой с обильным потоотделением, при наложении согревающих компрессов, при тучности и др. (см. потливость).

## Клиническая картина
Первыми признаками потницы являются назойливое ощущение зуда и лёгкое покраснение кожи. По мере развития, покраснение перерастает в мелкие рассеянные или сгрупированные пузырьки с прозрачным содержимым, появляющиеся на закрытых участках кожи: у детей чаще на коже спины, ягодиц, шее, в кожных складках — межъягодичных, подмышечных впадинах, у взрослых чаще в складках под молочными железами, пахово-мошоночных складках, в подмышечных впадинах и на кистях рук. В целом же существует 4 вида потницы, различающихся характером сыпи, скоростью её распространения и методами лечения недуга: кристаллическая, красная, папулёзная и апокринная.

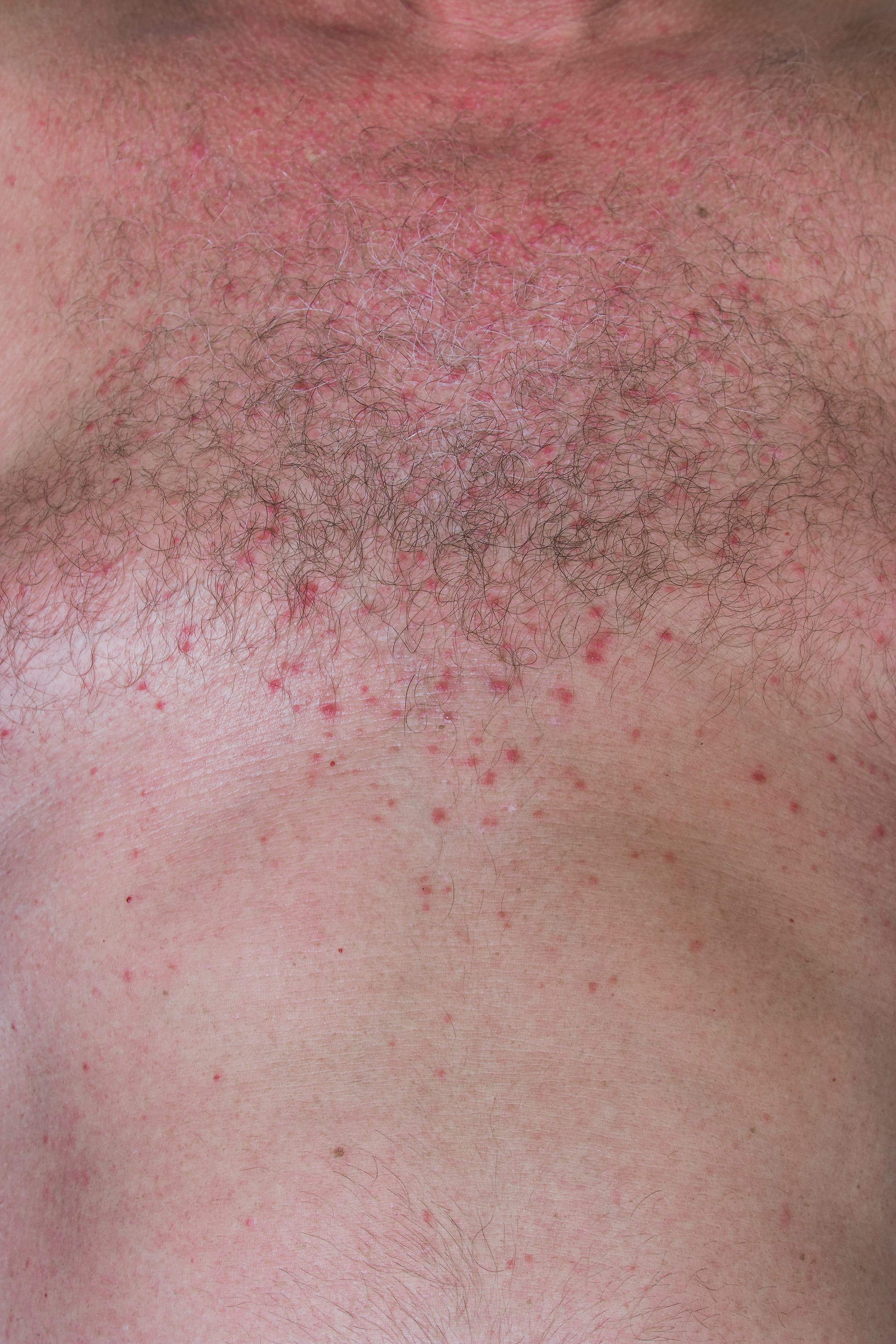
Красная потница

При папулёзной потнице могут появляться также красноватые отёчные узелки величиной с булавочную головку и пузырьки с мутным содержимым, окружённые воспалительным венчиком. Связано это с присоединением бактериальной флоры. Элементы сыпи сливаются, в запущенных случаях образуются мокнущие очаги, особенно в складках кожи. У ослабленных детей при потливости может возникнуть на волосистой части головы и нередко осложняется гнойничковыми заболеваниями кожи.

## Лечение
Лечение не требуется. Важно устранить факторы, ведущие к перегреванию и закупориванию пор. Полезны воздушные ванны, частое проветривание помещения, мытьё прохладной водой. Кремы и лосьоны на основе минеральных масел и вазелина применять не рекомендуется. В редких случаях назначаются мази или кремы, содержащие стероиды.

## Профилактика
В целях профилактики потницы необходимо бороться с потливостью и ухаживать за кожей больных, часто менять постельное бельё. В жаркое время года лучше пользоваться одеждой из хлопчатобумажной ткани. Маленьких детей не следует слишком тепло одевать, туго пеленать, полезны регулярные водные или воздушные ванны.